# Ньютон де Сорди
Нилтон де Сорди (порт.-браз. Nílton De Sordi; 14 февраля 1931, Пирасикаба — 24 августа 2013, Бандейрантис), более известный под именем Ньютон Де Сорди (порт.-браз. Newton De Sordi) — бразильский футболист, центральный защитник. Чемпион мира 1958 года.

## Карьера
Ньютон начал играть в футбол в любительской команде «Санта-Круз», откуда перешёл в другую местную команду, «Палмеринью». В начале 1949 года скаут Жуан Гвидотти увидел игру молодого футболиста и пригласил его в клуб «XV ноября». При этом Гвидотти трижды приводил Ньютона на просмотр, но дважды главный тренер команды Эуженио Вани не выпускал футболиста на поле. Лишь когда получил травму один из игроков обороны «XV ноября», тот появился в составе и, показав свою игру, был принят в команду. Он играл в защите, чаще в центре обороны, но иногда выходя на правом фланге. В начале 1950-х клуб «Васко да Гама» предложил Ньютону контракт, но его семья не желала, чтобы тот переезжал в другой штат, потому футболист остался в «XV ноября».
В начале 1952 года Ньютон перешёл в клуб «Сан-Паулу». В честь перехода 30 марта состоялся выставочный матч, в котором он дебютировал в новой команде во встрече с его бывшим клубом «XV ноября». Годом позже защитник помог «Сан-Паулу» выиграть чемпионат штата, а затем повторил это достижение в 1957 году. Там он выступал до 16 июля 1965 года, проведя 536 матчей (289 побед, 131 ничьих и 116 поражений). Он стал чемпионом чемпионата штата Сан-Паулу 1953 и 1957 года.
Де Сорди впервые был вызван в сборную Бразилии в 1954 году, а в 1958-м поехал вместе с командой на чемпионат мира и выиграл его. На самом турнире он выходил на поле во всех матчах, кроме финала. Накануне решающей игры со Швецией Нилтон страдал от небольшого мышечного повреждения и старой травмы колена. Уже накануне игры член Технической комиссии сборной застал футболиста, который сидел на крыльце отеля и постоянно курил, когда тот его спросил о состоянии, Нилтон сказал, что не может уснуть. Прямо перед игрой врач команды Илтон Гослинг сделал ему массаж, который не помог, а потому доктор принял решение о недопуске защитника до игры. Позже его обвинили, что он просто боялся играть в финале, но Ньютон жёстко отвергал все обвинения. Всего за сборную Ньютон провёл 25 матчей, забив 2 мяча.
После ухода из футбола в клубе «Бандейранте» в 1966 году, он остался в команде и работал в качестве тренера на разных уровнях вплоть до 1977 года.
Последние годы жизни Ньютон страдал от болезни Паркинсона. 24 августа 2013 года он скончался от полиорганной недостаточности.

## Достижения
Командные
- Чемпион штата Сан-Паулу: 1953, 1957
- Обладатель Кубка Освалдо Круза: 1955, 1958, 1961
- Чемпион мира: 1958
- Обладатель Кубка О’Хиггинса: 1961

## Личная жизнь
Ньютон был женат на Селине. У него была дочь и два сына.